# Велика Олександривка
Велика Олександривка (на украински: Велика Олександрівка) е селище от градски тип в Южна Украйна, Великоолександривски район на Херсонска област. Основано е през 1784 година. Населението му е около 6000 души.
1. ↑  Великоолександрівська громада